# Candela FM
Candela FM était une radio privée généraliste chilienne du groupe Bethia créée le 27 mars 2012 par Carlos Heller Solari; était le successeur de la station 95 Tres FM. Sa programmation était orientée vers la musique pop latine et urbaine.

## Expansion du signal dans les régions
Le 26 avril 2014, Radio Candela a commencé son premier processus d'extension de son signal FM dans diverses villes du Chili. Le 24 juin 2014, il commence avec son signal officiel de Santiago à Iquique (100.1 MHz), Calama (90.3 MHz), Antofagasta (93.9 MHz), Ovalle (88.5 MHz), Osorno (95.1 MHz) et à partir du 5 septembre 2014 commence le signal officiel à Punta Arenas (95.9 MHz), tous ont été loués à Estilo FM, à l'exception des fréquences à Osorno et Punta Arenas qui ont été achetées à Estilo FM.
Cela n'a duré que jusqu'au 31 décembre 2017, puisque à compter du 2 janvier 2018, Radio Candela abandonne le 95.1 MHz de Osorno et le 95.9 MHz de Punta Arenas, étant vendue et remplacée respectivement par Radio La Sabrosita et My Radio. Peu de temps après, la station abandonne le 90.3 MHz de Calama, le 93.9 MHz de Antofagasta, le 88.5 MHz de Ovalle et le 100.1 MHz de Iquique, 4 fréquences qui ont été rendues au Estilo FM (aujourd'hui Vilas Radio, Radio Charanga Latina et Encanto FM respectivement), pour laquelle il diffusait à nouveau uniquement à Santiago.
À la mi-avril 2019, le deuxième processus d'expansion commence, atteignant cette fois San Antonio à 90.9 MHz et Grand Concepción à 97.3 MHz (tous deux ex-FM Tiempo). Alors qu'à partir de la première semaine de juillet 2019, Candela entame le troisième processus d'expansion atteignant cette fois 94.1 MHz à Arica, 102.1 MHz à Copiapó, 91.5 MHz à Curicó, 105.1 MHz à Talca (tous ex-Radio Infinita), 101.1 MHz à Linares, 102.9 MHz à Castro, (toutes deux ex-Radio Romántica); de plus, la station est revenue dans 3 villes qui faisaient partie de son premier réseau satellite: Iquique (98.3 MHz, ex-Radio Infinita), Calama (92.7 MHz) et Ovalle (106.5 MHz, toutes deux ex-Radio Romántica).
Cependant, le 1er septembre 2020, Radio Candela abandonne le 91.5 MHz de Curicó, remplacée par Radio Carolina, qui n'a duré qu'un an et deux mois dans cette ville.

## Annonceurs
- Giancarlo Petaccia
- Giancarlo Santangelo
- Pamela Díaz
- Renata Bravo
- Arturo Walden "El Kiwi"
- Adriana Carroza (2012-2019)
- José Luis Martínez "DjLolito" (2014-2017)
- Rodriguinho (2012-2017)
- Ángela Díaz Navarrete (2017)
- Karen Doggenweiler (2018-2020)
- José Miguel Viñuela (2018-2020)
- Carolina Gutiérrez (2019-2020)
- Antonella Ríos (2019-2020)
- Willy Sabor (2012-2020)
- Daniel "Palomo" Valenzuela (2017-2020)
- Óscar Délano "Negro Óscar" (2017-2020)
- Simoney (2019-2020)

## Voix institutionnelles
- Carlos Arias (28 mars 2012 - 31 août 2017)
- Rodrigo Zárate (28 mars 2012 - Septembre 2015)
- Óscar Délano "Negro Óscar" (1er septembre 2017 - Mai 2020)
- Josefina Nast (Mai 2020 - Octobre 2020)

## Clôture
Le vendredi 16 octobre 2020, et par un communiqué, Megamedia a annoncé que Radio Candela mettrait fin à ses émissions le 30 octobre en raison de la crise économique. Et à partir de novembre, le 95.3 MHz à Santiago et la chaîne 655 du câblo-opérateur VTR seront occupées par Radio Disney (qui à son tour quittera le 104.9 MHz dans la capitale), à la suite de l'accord signé par Megamedia et The Walt Disney Company Latin America.

## Fréquences précédentes
- 94.1 MHz (Arica); aujourd'hui Radio Disney.
- 98.3 MHz et 100.1 MHz (Iquique); le premier remplacé par Radio Disney et le second remplacé par Vilas Radio, sans rapport avec Grupo Bethia.
- 90.3 MHz et 92.7 MHz (Calama); le premier remplacé par Radio Charanga Latina, sans rapport avec Grupo Bethia et le second remplacé par Romántica FM.
- 93.9 MHz (Antofagasta); aujourd'hui Radio Charanga Latina, sans rapport avec Grupo Bethia.
- 102.1 MHz (Copiapó); aujourd'hui Radio Carolina.
- 88.5 MHz et 106.5 MHz (Ovalle); le premier remplacé par Encanto FM, sans rapport avec Grupo Bethia et le second remplacé par Radio Carolina.
- 90.9 MHz (San Antonio); aujourd'hui Radio Disney.
- 95.3 MHz (Santiago); aujourd'hui Radio Disney.
- 91.5 MHz (Curicó); aujourd'hui Radio Carolina.
- 105.1 MHz (Talca); aujourd'hui Radio Carolina.
- 101.1 MHz (Linares); aujourd'hui Radio Carolina.
- 97.3 MHz (Grand Concepción); aujourd'hui Radio Disney.
- 95.1 MHz (Osorno); aujourd'hui Radio La Sabrosita, sans rapport avec Grupo Bethia.
- 102.9 MHz (Castro); aujourd'hui Radio Carolina.
- 95.9 MHz (Punta Arenas); aujourd'hui My Radio, sans rapport avec Grupo Bethia.
- Chaîne 655 (VTR); aujourd'hui Radio Disney.

## Slogans
- Que Nunca Te Falte (2012 - 2015)
- La frecuencia de Chile (2015)
- La que te prende y acompaña (2015 - 2017)
- Energía latina (2017 - 2020)

## Sources
- (es) Cet article est partiellement ou en totalité issu de l’article de Wikipédia en espagnol intitulé « Candela FM » (voir la liste des auteurs).